# Tilo Baumgärtel
Ne pas confondre avec l'artiste du graffiti allemand Thomas Baumgärtel (1960-).
Pour les articles homonymes, voir Baumgärtel.
Tilo Baumgärtel, né en 1972 à Leipzig, est un peintre allemand.

## Biographie
Tilo Baumgärtel est né en 1972 à Leipzig,. Il étudie le dessin industriel de 1988 à 1991 puis il entre en 1991 à l'École supérieure de graphisme et d'art du livre. De 1994 à 2000, il étudie aux beaux-arts de Leipzig. Il travaille au fusain ou à l'huile. En 2002, il reçoit le prix artistique de la Sachsen LB. Il est considéré comme un représentant de la nouvelle école de Leipzig. Ses œuvres sont exposées au Museum der bildenden Künste à Leipzig, à la Galerie Saatchi de Londres et au musée Von der Heydt à Wuppertal. Tilo Baumgärtel est membre du projet de studio LIGA Berlin. Depuis 2012, il travaille avec le metteur en scène Sebastian Hartmann (de) sur ses décors pour Der Trinker et Krieg und Frieden.

## Expositions

### Personnelles
- 2000, Kleindienst, Leipzig[1]

### Collectives
- 2003, Anthony Wilkinson, Londres[1]
- 2004, Suzanne Tarasieve, Paris[1]